# Мартін Андерсен-Нексе
Марті́н А́ндерсен-Не́ксе (дан. Martin Andersen-Nexø; 26 червня 1869, Копенгаген, Данія, — 1 липня 1954, Дрезден, Німеччина) — данський письменник-комуніст, один із засновників Комуністичної партії Данії. Останні роки життя провів у НДР.

## Життєпис
Народився Мартін Нексе в Копенгагені у незаможній сім'ї каменяра, четвертий з одинадцяти дітей. У 1877 році сім'я переїхала на острів Борнхольм у місто Нексе, від якого походить псевдонім Андерсен-Нексе. Навчався в народній школі, під час навчання вчився на черевичника, потім працював журналістом.

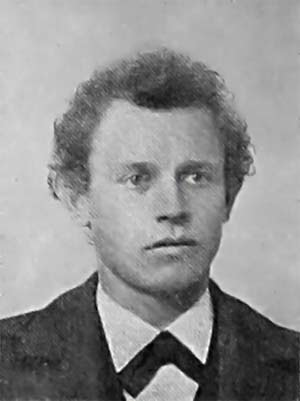
Мартін Нексе, 1900 рік

Молодим вступив до соціал-демократичної партії, співробітничав у робітничій пресі, багато подорожував. Великий вплив на світогляд і творчість Андерсена-Нексе мала революція в Росії 1905—1907. Він палко вітав жовтневий переворот 1917 року в Росії і був щирим другом СРСР. Андерсен-Нексе — один із засновників Компартії Данії; активний діяч антифашистського руху, пристрасний борець за мир і єдність робітничого класу.
Під час окупації Данії нацистською Німеччиною був у 1941 році заарештований, проте у 1943 році втік і через Швецію перебрався в СРСР, де працював на антифашистських радіотрансляціях, що вели мовлення на окуповану Данію та Норвегію.

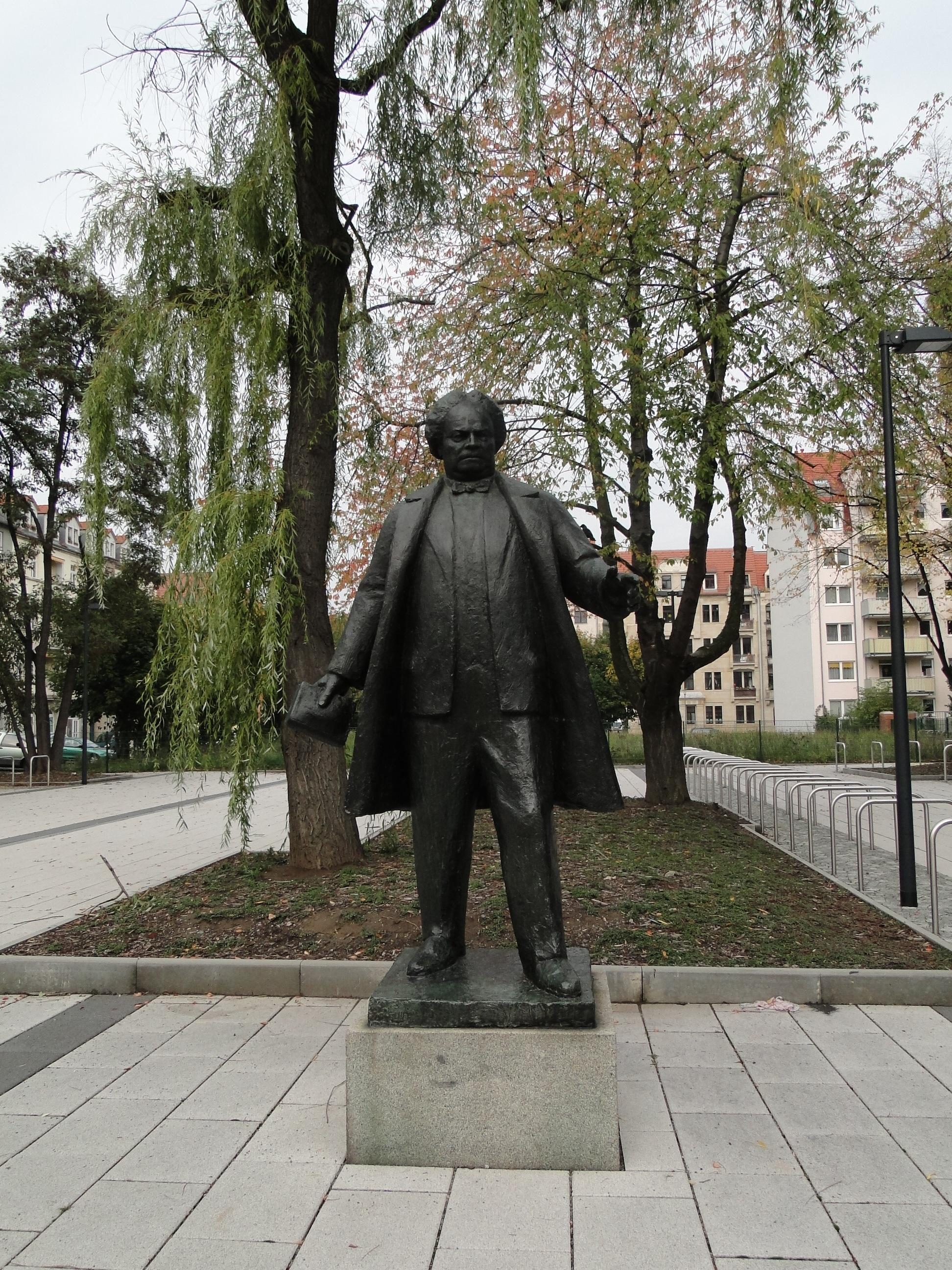
Пам'ятник Мартіну Нексе у Дрездені

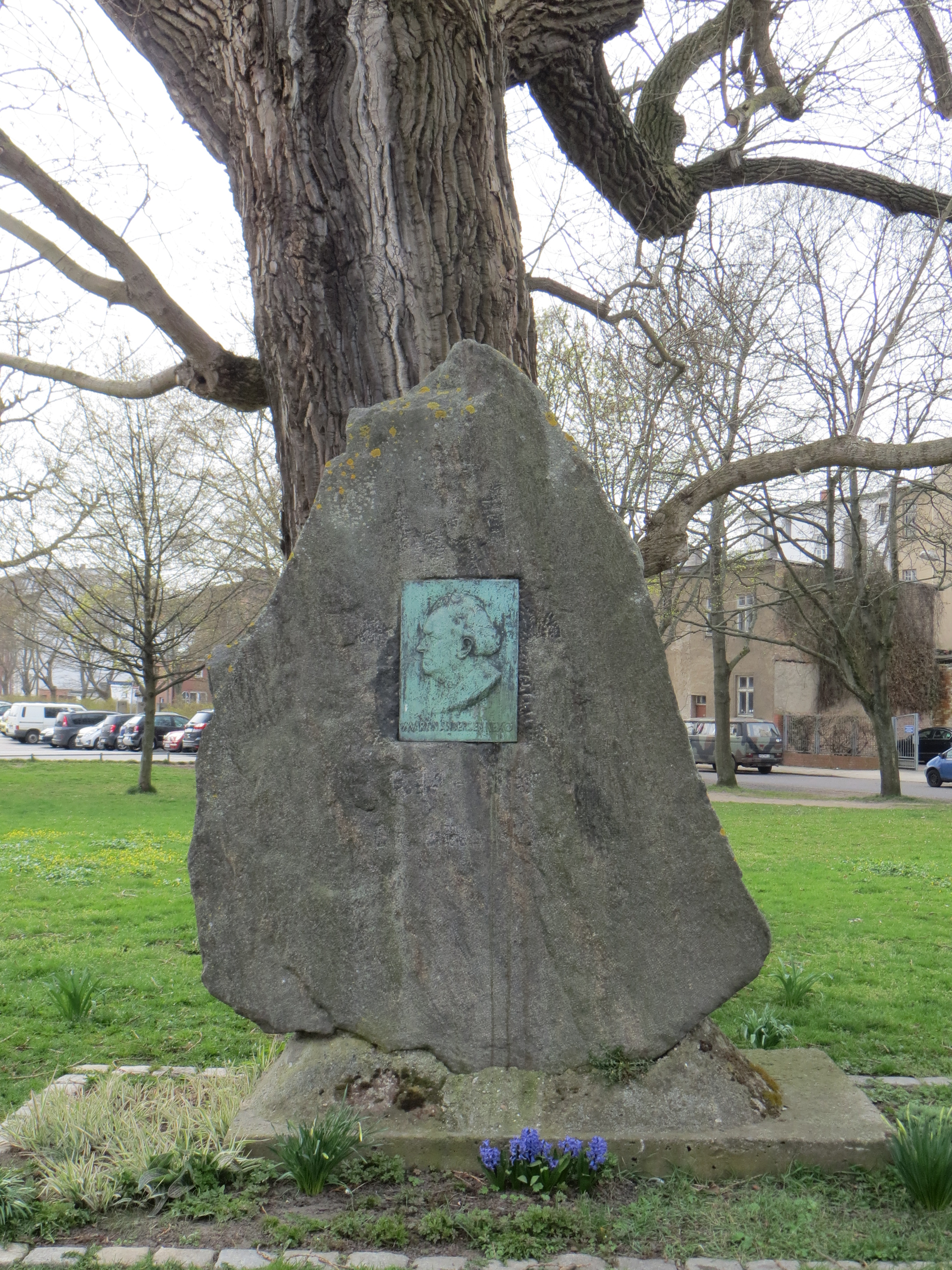
Пам'ятник Мартіну Нексе у Ґрайфсвальд

З 1951 року до смерті жив у НДР.

## Творчість
У літературу Мартін Нексе вступив у 90-х роках XIX століття як новеліст, романіст і публіцист. Перші твори: збірки — «Тіні», «Сонячні дні», романи — «Мати», «Курява». З самого початку творчості як гуманіст і реаліст продовжував і розвивав традиції національної класичної літератури. В центрі уваги письменника — соціальна тема — життя й боротьба датських трудящих проти капіталістичного визиску. Після жовтневого перевороту 1917 року Андерсен-Нексе став на шлях опанування методу соціалістичного реалізму. Написав збірку оповідань «Пасажири незайнятих місць», «Пролетарські новели» тощо. Найвидатніший твір Андерсена-Нексе — трилогія «Пелле-завойовник» (1910), «Дитя людське» (1917), «Мортен Червоний» (1945—1948) — реалістично відтворює історію розвитку данського робітничого руху з 1877 до нашого часу. Найкращі публіцистичні твори Андерсена-Нексе — «Назустріч молодому дню», «Два світи», «Іспанія», «Листи до земляка».
Після Другої світової війни Андерсен-Нексе — член Всесвітньої Ради Миру і член Комітету з Міжнародних Ленінських премій «За зміцнення миру між народами».

## Твори
Українські переклади
1. «Пролетарські новели». Київ, 1925;
2. «Мортен Червоний». Київ, 1950;
3. «Пелле-завойовник». Київ, 1955;
4. «Дітте — дитя людське», 1960 (перекл. Бичко-Бєлова Віра Самсонівна)[4];
5. «Пасажири вільних місць» та інші новели. Київ, 1969.

Данською мовою
1. Det bødes der for, 1899 (dt.: Sühne, 1902)
2. En Moder, 1900 (dt.: Eine Mutter, 1923)
3. Familien Frank, 1901 (dt.: Die Familie Frank, 1920)
4. Dryss, 1902 (dt.: Überfluss, 1914)
5. Pelle erobreren, 1906–10 (dt.: Pelle der Eroberer, ab 1912)
6. Ditte menneskebarn, 1917–21 (dt.: Ditte Menschenkind, ab 1920)
7. Midt i en Jærntid, 1929 (dt.: Im Gottesland, 1929)
8. Erindringer, dänisch erschien das Werk ursprünglich in 4 Bänden unter eigenen Titeln (1932, 1935, 1937 und 1939, dt.: Erinnerungen,1949)
9. Morten hin Røde, 1945 (dt.: Morten der Rote, 1949)
10. Den fortabte Generation, 1948 (dt.: Die verlorene Generation, 1950)
11. Jeanette, 1957 (dt.: Jeanette, 1958; unvollendet)

### Екранізації творів
- 1946: «Дітте — дитя людське» — режисер: Б'ярні Геннінґ-Єнсен
- 1958: «Шведська лотерея» – режисер: Йоахім Кунерт
- 1985: «Пелле-завойовник» – режисер: Крістіан Штейнке
- 1987: «Пелле-завойовник» – режисер: Білле Ауґуст

## Премії та нагороди
- Почесний громадянин Ґрайфсвальда та Дрездена.
- Лауреат Національної премії НДР I ступеня в галузі мистецтва і літератури.